# San Andrés Totoltepec

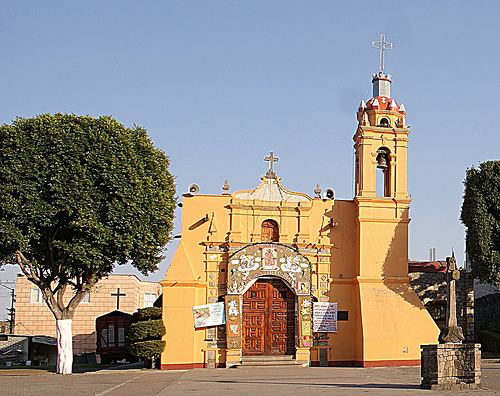
Iglesia de San Andrés Totoltepec. Ciudad de México

San Andrés Totoltepec es un pueblo de la alcaldía Tlalpan, en la Ciudad de México.
Tiene una población de 30000 habitantes.

## Toponimia
En épocas muy antiguas los nombres de los pueblos y lugares de México eran tomados de acuerdo a las características del lugar. totol o "totolli", que significan ave o aves y tepetl significa cerro o monte, de tal forma que su significado es: cerro del guajolote o del pavo, aunque con nuevos hallazgos en dicha lengua se ha optado de manera más propia al término "Cerro de aves silvestres". La interpretación es "Cerro donde hay Aves" (o grosso modo, "Aves en el Cerro"), de totolli (aves), tepetl (cerro) y -co (sufijo locativo).

## Geografía física

### Ubicación
San Andrés Totoltepec es un pueblo localizado al sur de la Ciudad de México y al pie de las montañas del Ajusco. Además, es una localidad perteneciente a los once pueblos originarios reconocidos de la alcaldía Tlalpan. Es inclinado y accidentado, con pequeñas planicies, terrazas y lomeríos, cañadas, cerrillos y cerros.[cita requerida]
Al poniente, colinda con los cerros Xitle, Xiquitontli, Cuauhzontle, Tlalmimilolli, Tecubo, La Cantera, Juan Gallina, Piedra Bandera y Techichiquilco, todos aún cubiertos en su mayoría de bosques. También están las planicies Tlayecampa, Atocpa, La Joya y Papaztla.[cita requerida]
Al poniente, las lomas del Seminario, Tlayecampa, Chalmetlatitla, Tlalpuente, Tlaltepec, La Troje, Zacatotopoxpa, Tetenco, Tlalmille y El Castillo. También al oriente del pueblo se encuentran los cerrillos El Parcho, El Amalillo, El Trololi, El Huirzto, El Coatetlan y El Tambor, así como las planicies más grandes: Hueyitlali (tierra grande), las Mojadas, la Palpa, Tepepetlac y Tepeipic, donde está el Heroico Colegio Militar. Colindan las colonias Mirador del Valle, Tlaxopan, valle Verde, Atocpa.[cita requerida]
Al sur, se hallan los cerrillos El Cedral, El Hato, Quiltepec y el Totoltepetl, y también en esa dirección algunas terrazas o terrenos de cultivo.[cita requerida]
Finalmente, la zona norte, que es la menos accidentada, donde se ubican planicies como Xahuenco, El Llano, La Herrería, Axalco y Zacatienda.
Se encuentra aproximadamente a una hora del centro de la Ciudad de México, con su entrada principal en el km 22.5 de la Carretera Federal a Cuernavaca, con el código postal 14400. Se puede llegar al pueblo de San Andrés Totoltepec ya sea por la Carretera Federal a Cuernavaca, o bien por la autopista México-Cuernavaca.[cita requerida]
Al norte, limita con los pueblos San Pedro Mártir Texopalco y Santa Úrsula XitlaSanta Úrsula Xitla. Al sur, limita con los pueblos de San Miguel Xicalco, la Magdalena Petlacalco y San Miguel Ajusco. Al oriente, limita con el pueblo de Santiago Tepalcatlalpan. Al poniente, limita con el pueblo de San Nicolás Totolapan.[cita requerida]

## Servicios públicos

### Abasto
Mercado
Se construyó a raíz de las negociaciones hechas por los habitantes de San Andrés, ante la expropiación de tierras para el Heroico Colegio Militar, en 1973.2 Consta de 3,904 metros cuadrados y tiene unos 50 locales. A partir de entonces, los locatarios celebran la fundación de este mercado el día 28 de agosto de cada año con una verbena popular. Los jueves, se establece el tianguis de la Organización Carmen Aquiles Serdán desde 1980, con la participación de 186 comerciantes.

### Educación
En 1868, se funda el primer centro educativo de San Andrés Totoltepec. Duró cuarenta años como escuela, su primer director fue Elías Melgoza, y sólo contaba con otro maestro: Remigio García. En 1908, se trasladaron a otras instalaciones y cambió su nombre por el de Escuela "Tiburcio Montiel" (1830-1885), en honor al general y abogado e hijo predilecto de San Andrés Totoltepec.[cita requerida]
Otras escuelas
- Escuela primaria "Cajeme", fundada en 1964.
- Telesecundaria, fundada en 1968.
- Secundaria núm. 284, fundada en 1982.
- Jardín de niños "Cuauhtémoc"
- Leaders Kids' School, kinder y primaria
- Jardín de niños "Babytec", fundado en el 2002[4]
- Escuela "De Ruan"

Debido al crecimiento de la población de la comunidad, se han abierto diversas escuelas privadas de educación básica (preescolar, primaria), ya que las escuelas oficiales no se dan abasto, a pesar de ser instituciones de calidad educativa.[cita requerida]
Bibliotecas
- En 1976, se funda la Biblioteca "Paulino Tlamatzin", en honor al primer juez de los nativos de 1609.
- La biblioteca "Ignacio M. Altamirano" se fundó en 1922.
- La biblioteca "Prof. Teódulo Gamboa Romero", dentro de la escuela "Tiburcio Montiel", se fundó en 1993.

El Salón de Actos "Tiburcio Montiel" se fundó en 1905, y con el tiempo se ha dedicado a actividades tan disímiles como caballerizas en la Revolución, gimnasio y cine. Se reconstruyó en 1973.

### Deporte
El deportivo "Refugio Velásquez Morales", de 3000 metros cuadrados, se encuentra en el terreno llamado Tlacoyou, donado por el señor Velásquez el 7 de junio de 1969. Remodelado en 1989, con el tiempo ya no fue suficiente para la actividad deportiva de Totoltepec, en cita liga local hay 32 equipos de básquetbol.
También cuenta con una alberca comunitaria a la que se puede tener acceso mediante una inscripción previa.

### Salud
El centro de salud T-II San Andrés Totoltepec se encuentra en la calle Camino Real al Ajusco s/n. El centro de salud tiene un horario de atención de lunes a viernes a partir de las 7:00 am y sábados, domingos y días festivos a partir de 8:00 am.
Ofrece los servicios de salud básicos en odontología, farmacia, trabajo social, enfermería, vacunas, papanicolau; también ofrece los servicios de medicina integrativa, acupuntura, psicología , prevención de adicciones, en CECOSAMA.

## Cultura

### Festividades y eventos
En esta población se realizan dos fiestas al año. La primera, el día de Corpus Christi o Solemnidad del Cuerpo y la Sangre de Cristo, se celebra 60 días después del Domingo de Resurrección, y se le conoce como "fiesta chica". La segunda se realiza el 30 de noviembre, y se le denomina "fiesta grande". En ambas fiestas se realiza la selección, por los habitantes del pueblo, de la mayordomía para la fiesta patronal, mediante una asamblea.
También de esta forma eligen a una persona que estará a cargo de la subdelegación del pueblo y, a través de ese cargo, de varios lugares al mismo tiempo: el Salón de Actos Tiburcio Montiel, el deportivo y las bibliotecas.[cita requerida]

“Los mayordomos, que son los principales organizadores de la fiesta, portan estandartes del Santo Cristo y la Virgen de Guadalupe y con ellos reciben a los peregrinos que llegan de todos los alrededores.”[cita requerida]

También se cuenta con la colaboración de algunos pueblos vecinos que traen consigo promesas para el festejo del santo patrono.
La fiesta grande
La fiesta grande está dedicada al apóstol San Andrés, el día 30 de noviembre, y prolonga sus actividades durante una semana. Su objetivo es conmemorar y festejar el aniversario de San Andrés Apóstol y esto hace que todos los habitantes cooperen económica y anímicamente para la realización del evento, en especialmente el día 1 de noviembre. La madrugada del 2 de noviembre se realiza la colecta para el castillo y juegos pirotécnicos. La recaudación la realizan las mayordomías encargadas con el fin de presentar música (bandas de alientos, bandas gruperas, regionales y contemporáneas), salvas (cuetes), comparsas de chinelos, arrieros, moros y otros, todo esto llevado a cabo en el atrio de la iglesia y circundantes a lo largo de aproximadamente doce días, también se preparan platillos gastronómicos típicos de la región, como pollo o guajolote en mole y acompañado de arroz rojo y los tradicionales tamales de frijoles.

## Patrimonio
Templo de San Andrés Totoltepec
Fue construida entre 1770 y 1773. La fachada de su iglesia data del siglo XVIII fue modificada con cemento, solución poco atinada porque contrasta con la cantera rosa. Originalmente de dos entre ejes, en 1968 se le agregaron tres y se consolidaron las bóvedas. Se cambiaron los pisos y se adoquinó el atrio.
El templo tiene una sola nave, coro y presbiterio, en donde se aloja un bello retablo del siglo XVIII que afortunadamente se conserva en buen estado. Consta de un cuerpo y un remate, con las pinturas de Cristo recibiendo el bautismo y la Guadalupana con dos de sus apariciones. Al centro y arriba del sagrario hay un nicho con la imagen de San Andrés tallada en madera.
En el muro oriente de la nave se encuentra una pintura del siglo XVIII, de autor anónimo, con la imagen de San Isidro Labrador. En este mismo espacio hay una virgen tallada en madera, con el pelo natural y un Cristo elaborado con pasta de caña de maíz, obra de mérito y muy bella.